# زیگمونت ماشچک
زیگمونت ماشچک (لهستانی: Zygmunt Maszczyk؛ زادهٔ ۳ مهٔ ۱۹۴۵) بازیکن فوتبال اهل لهستان بود.
از باشگاه‌هایی که در آن بازی کرده‌است می‌توان به باشگاه فوتبال والنسین و باشگاه فوتبال روخ خوژوف اشاره کرد.
وی در مسابقات کشوری و بین‌المللی در مجموع برندهٔ ۱ مدال طلا، ۱ مدال نقره شده‌است.